# Лендьел, Владимир Иванович
Владимир Иванович Лендьел (укр. Володимир Іванович Лендьєл; 1934, Иршава — 2000, Ужгород) — советский и украинский учёный, физик-теоретик, педагог, доктор физико-математических наук, академик Академии наук высшей школы Украины, профессор, ректор Ужгородского университета. Лауреат Государственной премии Украины в области науки и техники (1995).

## Биография
Закончил физико-математический факультет государственного университета в Ужгороде. В 1980—1988 годах был ректором Ужгородского университета.

## Научная деятельность
Круг научных исследований учёного Владимира Ивановича Лендьела охватывал нескольно направлений теоретической физики:
- сильные взаимодействия элементарных частиц;
- малочастичные системы;
- электрон-атомные столкновения.

В его работах впервые было высказано предположение существования скалярных мезонов, на основе чего было дано последовательное описание взаимодействия нуклонов с нуклонами и др.
Проводил широкую педагогическую деятельность. Под его руководством были защищено 12 кандидатских диссертаций.

### Научные труды
За период своей деятельности им опубликовано более 100 статей в ведущих научных журналах и 4 монографии.
Среди его трудов:
- Введение в теорию атомных столкновений. Львів. Вища школа, Львівський держ. університет. 1989 ISBN 5-11-000543-5
- Функции одного комплексного переменного
- Эллиптические уравнения и системы
- Физика (учебник)
- Волновая механика. Волновые свойства частиц
- Рассеяние (упругое и неупругое). Поляризация
- Взаимодействие с отдельными и элементарными частицами
- Взаимодействие с другими атомами. Межатомные силы
- Расчет возбуждения атома Ва электронным ударом из основного и метастабильного состояний и др.

## Награды и звания
За цикл работ «Элементарные процессы и резонансные явления в чётных столкновениях электронов, атомов и ионов» в 1995 удостоен Государственной премии Украины в области науки и техники.
В том же году за заслуги в научной области был избран академиком Академии наук высшей школы Украины.

## Память
- На доме в Ужгороде, в котором жил и работал профессор, академик В. Лендьел в 2000 г. установлена мемориальная плита.